# Pontiac G8
La G8 è un'autovettura full-size prodotta con marchio Pontiac dal 2007 al 2009.

## Storia

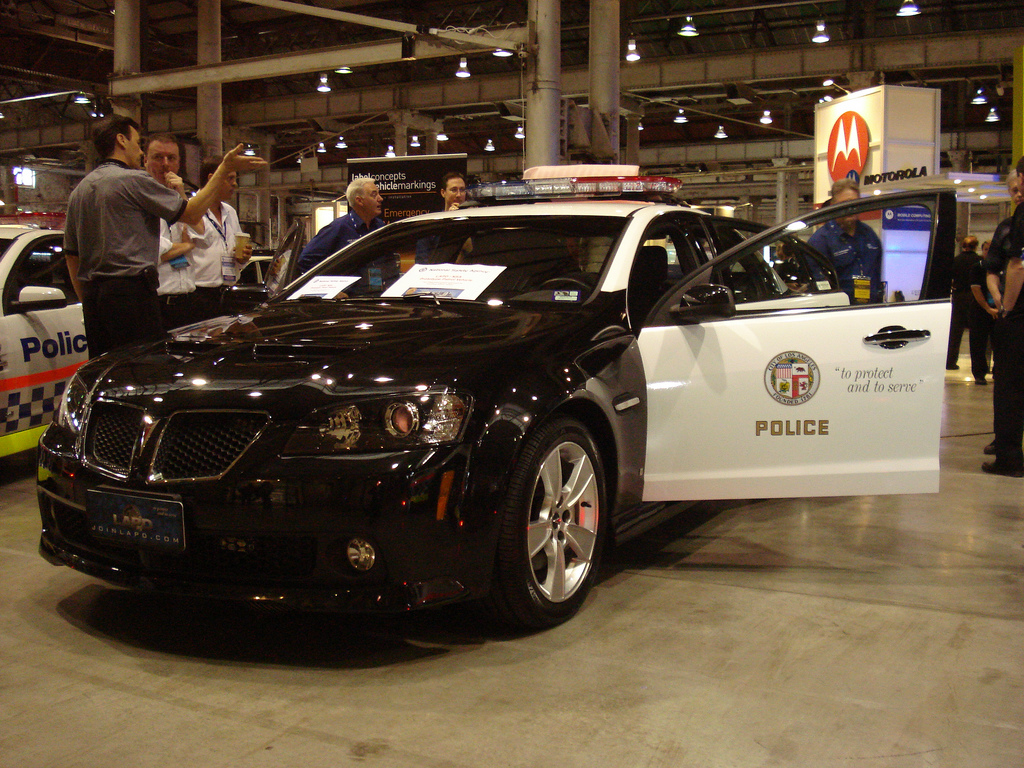
Il prototipo della Pontiac G8 per la polizia di Los Angeles

La G8 era una berlina quattro porte a trazione posteriore assemblata dalla Holden, cioè da una sussidiaria australiana del gruppo General Motors. La G8 era, in sostanza, una versione ottenuta tramite badge engineering dalla Holden VE. Fu lanciata sul mercato all'inizio del 2008 per il model year 2008 negli Stati Uniti, e nel 2008 per il model year 2009 in Canada. Venne tolta dal mercato a metà del 2009 a seguito della decisione presa dalla General Motors di sopprimere il marchio Pontiac. Durante il periodo in cui fu in commercio, la G8 sostituì, nella gamma Pontiac, sia la Pontiac Bonneville, che fu tolta dal mercato dopo il model year 2005, sia la Pontiac Grand Prix, che uscì di produzione dopo il model year 2008. La G8 fu la prima vettura full-size prodotta dalla Pontiac dopo la Bonneville e dopo la quarta generazione della GTO. La G8 venne prodotta dal 18 dicembre 2007 al giugno 2009. Il motore era installato anteriormente.
La G8 fu inizialmente offerta in sei colori: blu, rosso, arancio, bianco, grigio e nero. Il colore blu fu tolto dai listini quasi subito. In seguito vennero aggiunti altri colori. Le vendite all'inizio furono all'inizio furono abbastanza sostenute.
A dicembre del 2008, la G8, che era a trazione posteriore, non ebbe il successo di vendita sperato rispetto ai precedenti modelli a trazione anteriore. Infatti alla data citata, nei magazzini erano ancora presenti 11.000 esemplari giacenti, a fronte di 13.000 esemplari venduti. Durante la crisi economica di quel periodo, i prezzi di vendita fissati dalla General Motors per questo modello furono soggetti a riduzioni comprese fra i 3.000 ed i 5.000 dollari. A luglio del 2009, con questa strategia, gli esemplari venduti scesero a 5.000, mentre quelli commercializzati ammontavano a 30.700 unità. Con l'imminente soppressione del marchio Pontiac, conseguente alla grave crisi che colpì la General Motors, il model year 2009 fu l'ultimo anno di commercializzazione di tutti i modelli del marchio, G8 compresa. L'ultimo esemplare di G8 uscì dalle catene di montaggio il 19 giugno 2009.
La National Safety Agency, in collaborazione con il Los Angeles Police Department, realizzò un prototipo di una vettura che doveva essere utilizzata dalla polizia, e che era basato sulla G8.

## Le origini del modello

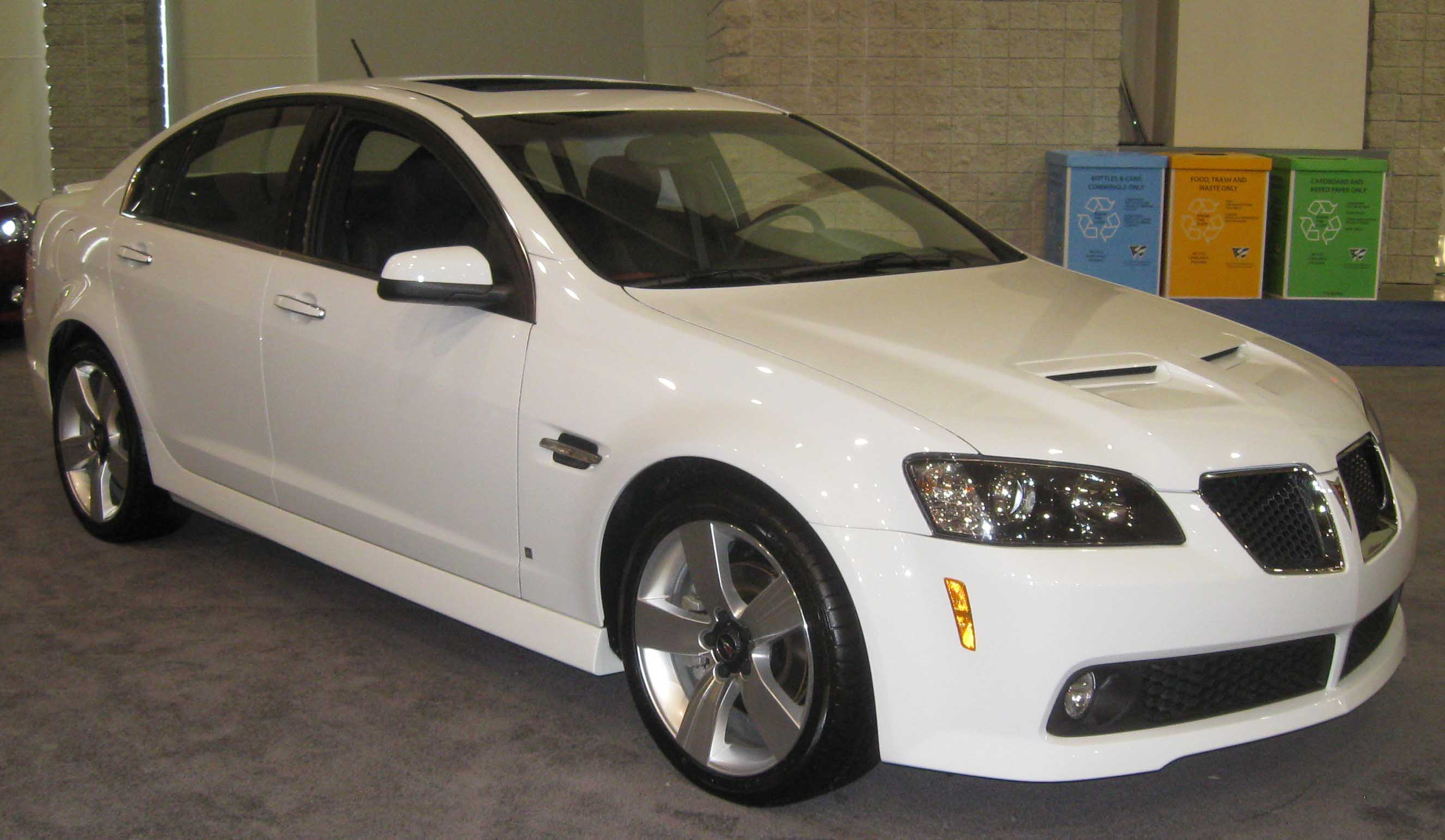
Una Pontiac G8 GT del 2009

La G8 era basata sul pianale Zeta della General Motors, che venne creato dalla Holden per la VE Commodore. La G8 differiva dal modello Holden principalmente per il disegno del frontale e per alcuni dettagli degli interni. Al salone dell'automobile di Detroit il presidente della General Motors dichiarò che il gruppo avrebbe avuto l'intenzione di importare la Holden Commodore in Nord America con il nome di Pontiac G8. La decisione fu ufficialmente annunciata al salone dell'automobile di Chicago nel febbraio dello stesso anno.
Il presidente della Holden annunciò che la G8 sarebbe stata importata dallo stabilimento di Elizabeth, nell'Australia meridionale, ma rifiutò un commento su una possibile produzione negli stabilimenti di Oshawa, in Canada. Al salone dell'automobile di Chicago il presidente della General Motors annunciò che la G8 sarebbe stata disponibile nei concessionari all'inizio del 2008. Il 4 luglio 2007 uscì dalla catene di montaggio dell'impianto produttivo di Elizabeth, il primo prototipo della G8. La produzione in serie iniziò il 18 dicembre 2007.
La G8 fu la prima berlina quattro porte a trazione posteriore venduta con marchio Pontiac dal 1986. Le ultime vetture con questa caratteristica furono la Bonneville e la Parisienne. Comunque, nel periodo in cui fu lanciata la G8, la Pontiac offriva già la Solstice, che era anch'essa a trazione posteriore, ma veniva proposta solo in versione roadster e coupé. Anche la GTO, uscita di produzione poco prima del lancio della G8, era a trazione posteriore, e fu offerta solo in versione coupé e cabriolet. Anche l'ultima serie della GTO fu un prodotto Holden. In Australia era conosciuta come Monaro e venne importata negli Stati Uniti con marchio Pontiac. La produzione della GTO fu interrotta nel 2006 a causa di nuove leggi statunitensi sulla sicurezza. L'architettura meccanica del modello fu soppressa in tutto il mondo, a favore della nuova piattaforma Zeta su cui era basata la G8.

## Le versioni offerte

### La G8 base

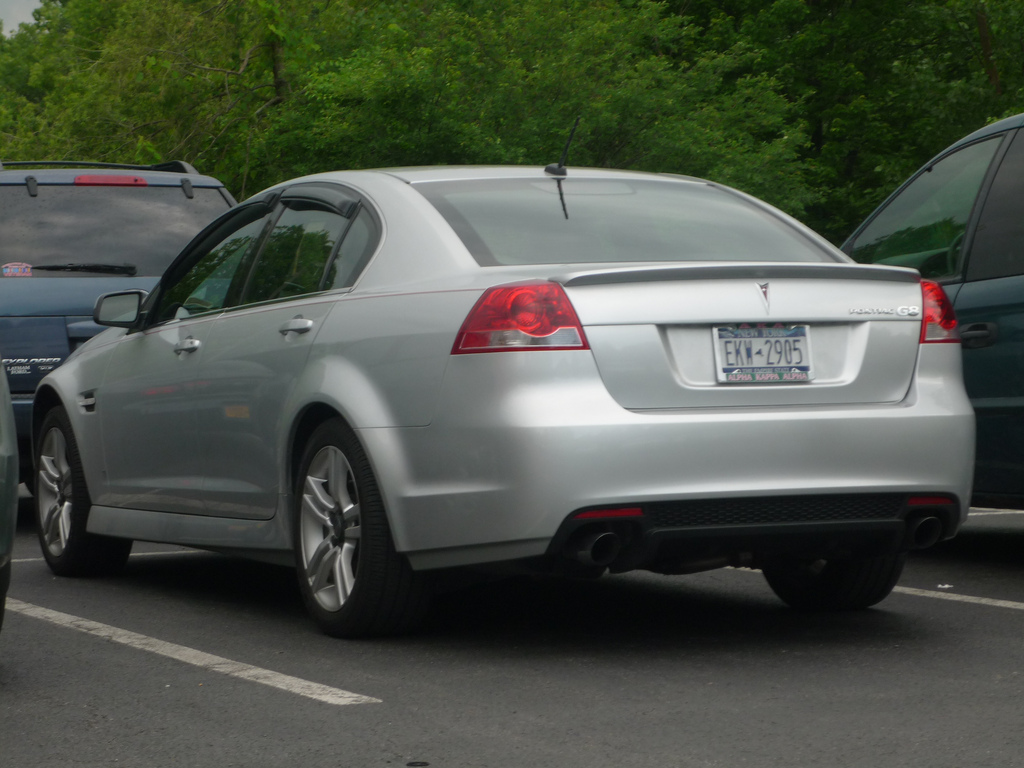
Una Pontiac G8 "base" del 2008.

La versione "base " del modello, che la Pontiac chiamava ufficialmente "G8 Sedan", aveva installato un motore V6 da 3,6 L di cilindrata erogante 256 CV di potenza. Il solo cambio disponibile fu il GM 5L40-E automatico a cinque rapporti. I consumi di carburante dichiarati furono 14 L/100 km nel ciclo cittadino e 9,4 L/100 km in autostrada.
La versione base della G8 era equipaggiata con sei airbag (compresi quelli laterali), il controllo di trazione, il controllo elettronico della stabilità, un doppio terminale di scarico, dei cerchioni in lega da 18 pollici, i fendinebbia, gli alzacristalli elettrici, la chiusura centralizzata, il cruise control ed un sistema audio con sette casse, un lettore CD ed una presa ausiliaria.
Era disponibile il pacchetto "Comfort And Sound", che costituiva un'evoluzione del sistema audio a 7 casse e dei controlli manuali HVAC. Il pacchetto menzionato comprendeva infatti un sistema ad 11 casse ed il climatizzatore automatico. Quest'ultimo si poteva comunque trovare sulla versione GT. Il pacchetto "Premium" invece includeva sedili riscaldati e foderati in pelle, un bracciolo per i sedili posteriori, la leva del cambio ed il volante foderati in pelle, ed il sedile del guidatore regolabile elettricamente. Sia la G8 base che la versione GT avevano in dotazione delle sospensioni "FE2".

### La G8 GT

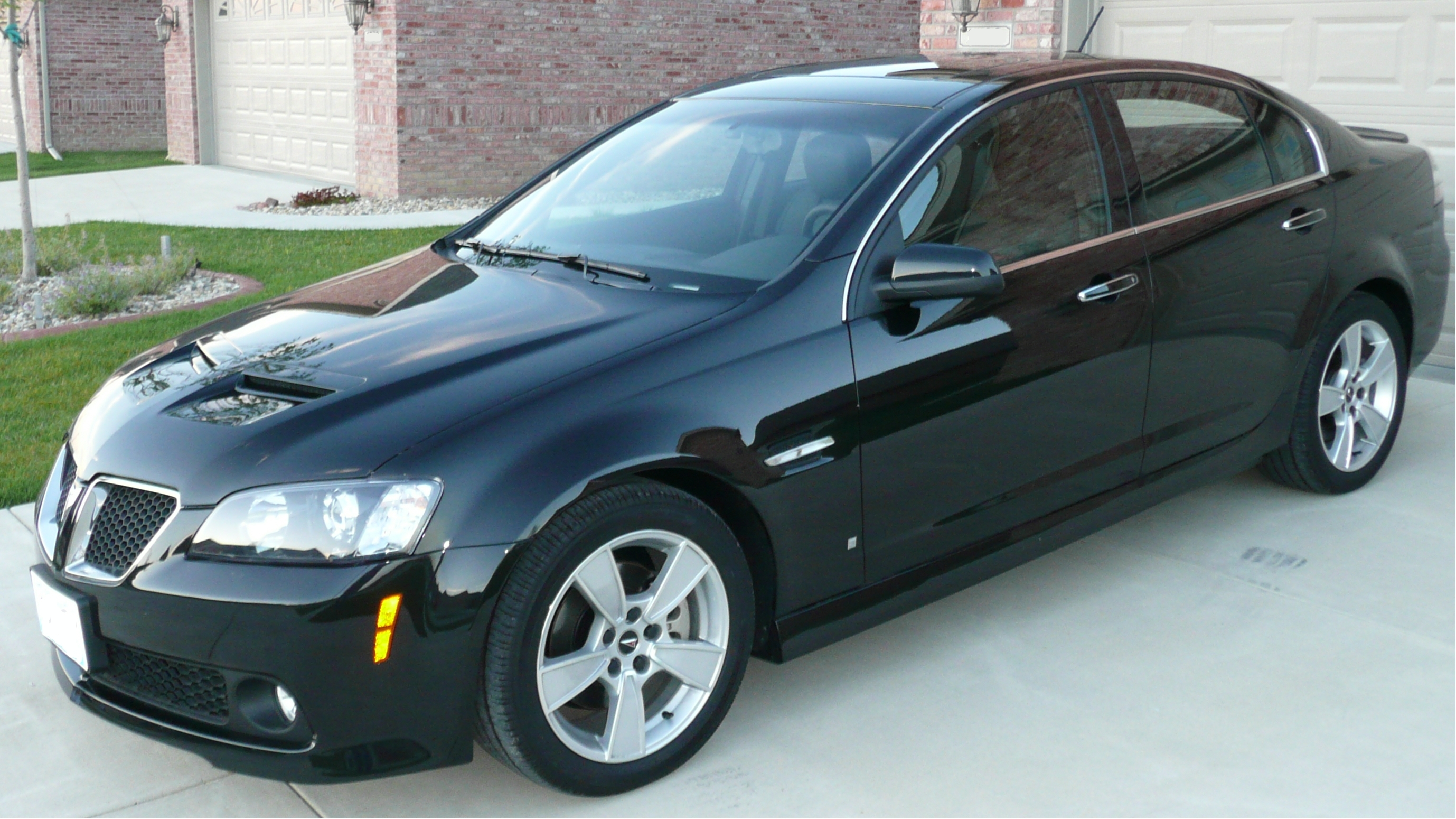
Una Pontiac G8 GT del 2009

La versione GT del modello aveva installato un motore V8 da 6 L di cilindrata erogante 361 CV di potenza, che era accoppiato ad un cambio automatico 6L80 ed all’Active Fuel Management, cioè ad un dispositivo che consentiva di ottimizzare l'afflusso di carburante nel motore, in modo da evitare sprechi e contenere i consumi. La versione GT aveva un'accelerazione da 0 a 97 km/h di 5 secondi, e copriva il tempo sul quarto di miglio in circa 13,5 secondi. Un cambio manuale a sei rapporti fu inizialmente offerto tra gli optional. In seguito, la Pontiac tolse questa opzione, dichiarando che l'avrebbe aggiunta tra gli optional dell'allestimento GXP. Nel 2009 le modifiche alla versione GT furono minime. Tra esse ci fu l'aggiunta dell'indicatore di pressione dell'olio e dell'indicatore della tensione elettrica.
Oltre ad motore più potente ed un cambio a sei rapporti, la versione GT era dotata di un equipaggiamento addizionale come doppi terminali con uscita sdoppiata, fari posteriori con plastiche chiare (in contrasto alle tradizionali plastiche rosse), un climatizzatore bizona, una più grande consolle con display ed un sistema audio con 11 casse e 2 subwoofer. Alcuni di questi equipaggiamenti erano disponibili tra gli optional della versione base. Per la GT era anche offerto un pacchetto sport, che comprendeva i pedali metallici ed un volante speciale.

### La G8 GXP

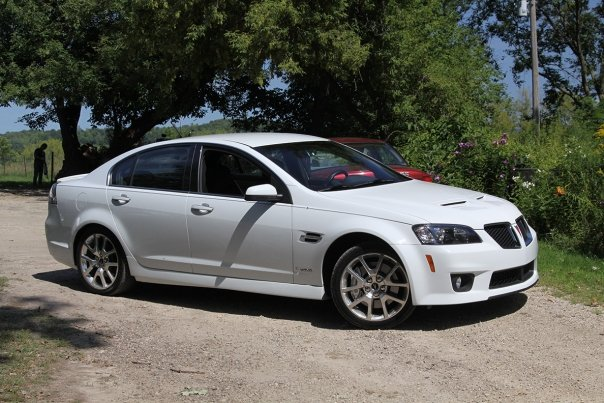
Una Pontiac G8 GXP del 2009

La versione GXP fu presentata al salone dell'automobile di New York nel marzo del 2008. Questa vettura dimostrativa era dotata di un motore V8 da 6,2 L che erogava 402 CV e che derivava da quello della Chevrolet Corvette. Il cambio era manuale a sei rapporti.
La versione della GXP prodotta in serie aveva un più potente motore V8 da 6,2 L che sviluppava 415 CV di potenza e 549 N•m di coppia. Era possibile ordinare sia un cambio manuale a sei rapporti che una trasmissione automatica con lo stesso numero di marce. La GXP raggiungeva i 97 km/h in 4,5 secondi, il quarto di miglio in 13 secondi a 176,4 km/h ed un'accelerazione laterale su pista di 8,8 m/s².
La GXP aveva in dotazione delle sospensioni potenziate e dei più grandi e ventilati freni a disco della Brembo. Essa inoltre possedeva dei paraurti anteriori arricchiti da una copertura ed una presa d'aria posteriore finta. Queste ultime due caratteristiche vennero applicate per differenziare l'allestimento GXP dalle altre versioni.
Gli esemplari prodotti della GXP furono 1.829. Per il Canada furono invece disponibili solo 6 esemplari.

### Le versioni della Holden VE Commodore (2009)
Dopo la soppressione del marchio Pontiac, la Holden programmò per fine 2009 delle versioni della Holden VE Commodore speciali, che sarebbero state caratterizzate dall'avere la parte anteriore e quella posteriore molto simili alla G8. Di questa versione, la Holden avrebbe offerto le versioni berlina, familiare e furgonata. La produzione iniziò il 2 novembre 2009.
Questi esemplari speciali erano venduti come VE Commodore SS V-Series Special Edition ed era possibile la scelta tra una cambio manuale a sei rapporti ed una trasmissione automatica con lo stesso numero di rapporti. Il modello fu in vendita dal novembre 2009.

## Le versioni prototipo

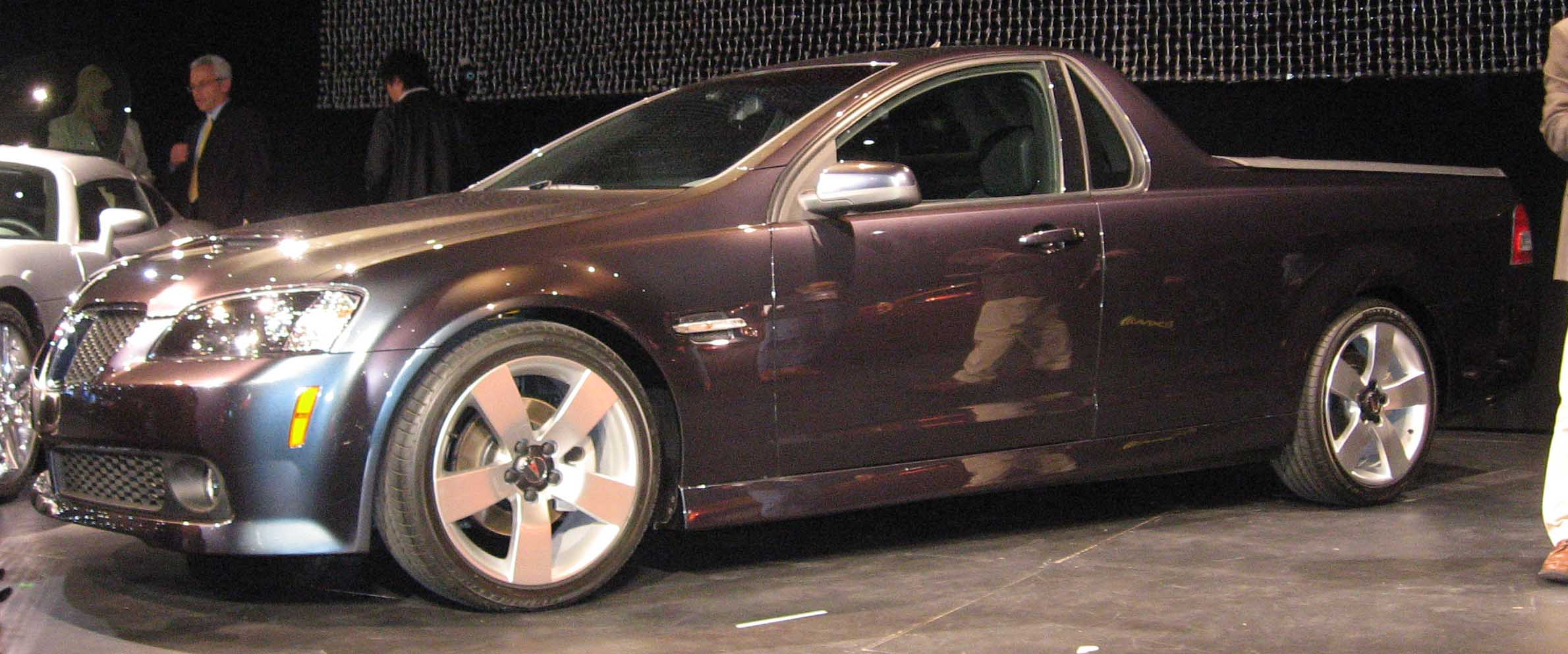
La Pontiac G8 versione furgonata

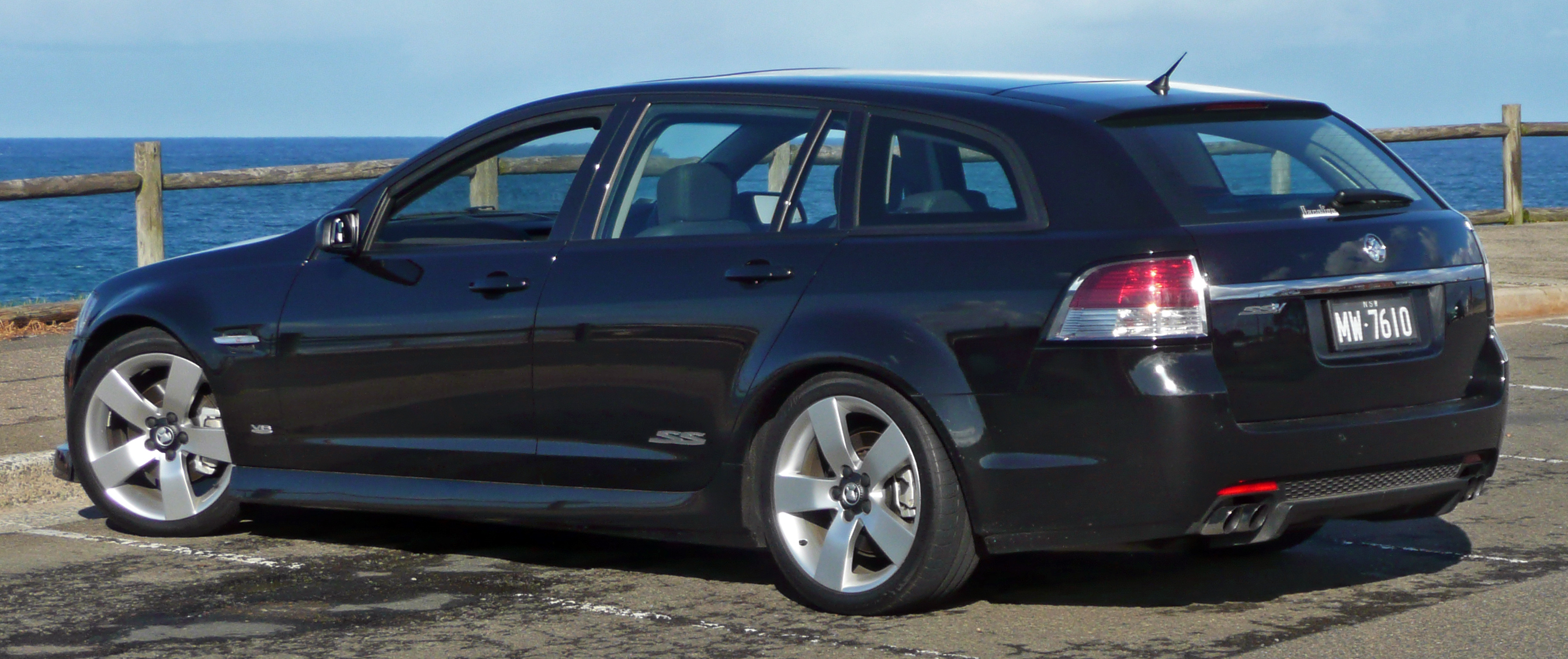
Una Holden VE Commodore SS V Sportwagon familiare

### La G8 ST
Oltre alla versione berlina, al salone dell'automobile di New York venne presentata al pubblico anche la versione furgonata della G8. Basata sulla Holden Ute, fu costruita sullo stesso pianale della G8. Era però dotata di un piano di carico di 1.900 mm. Questa versione, denominata ST, aveva in dotazione il motore della GT, vale a dire il V8 da 6 L, oppure il propulsore di V6 da 3,6 L. Dopo un sondaggio sul nome, con più di 18.000 suggerimenti, il nome G8 ST fu confermato.
La G8 ST, il cui lancio era previsto nel 2010, avrebbe dovuto essere il pick-up sportivo della Pontiac. Nel gennaio del 2009, la General Motors annunciò che il piano di commercializzazione della G8 ST sarebbe stato cancellato a causa di mancanza di fondi.

### La G8 versione familiare
Fu considerata la commercializzazione di una versione familiare della Holden VE da vendere come G8, ma l'intenzione non ebbe seguito. Ciò fu dovuto alle generali basse vendite nel mercato automobilistico, specialmente della Dodge Magnum, perlomeno se comparato con la Charger versione berlina. A differenza della ST, la produzione della versione familiare della G8 non fu mai annunciata dalla General Motors.

## Le vendite
| Anno                  | Esemplari venduti (Stati Uniti) |
| --------------------- | ------------------------------- |
| 2008 (marzo–dicembre) | 15.002                          |
| 2009                  | 23.157                          |

## Marketing
La General Motors realizzò un'imponente campagna promozionale per pubblicizzare la G8. Ad esempio fu lo sponsor ufficiale del conto alla rovescia per il nuovo anno effettuato con la Times Square Ball a New York, e del Rose Bowl Game.